# Holley Performance Products

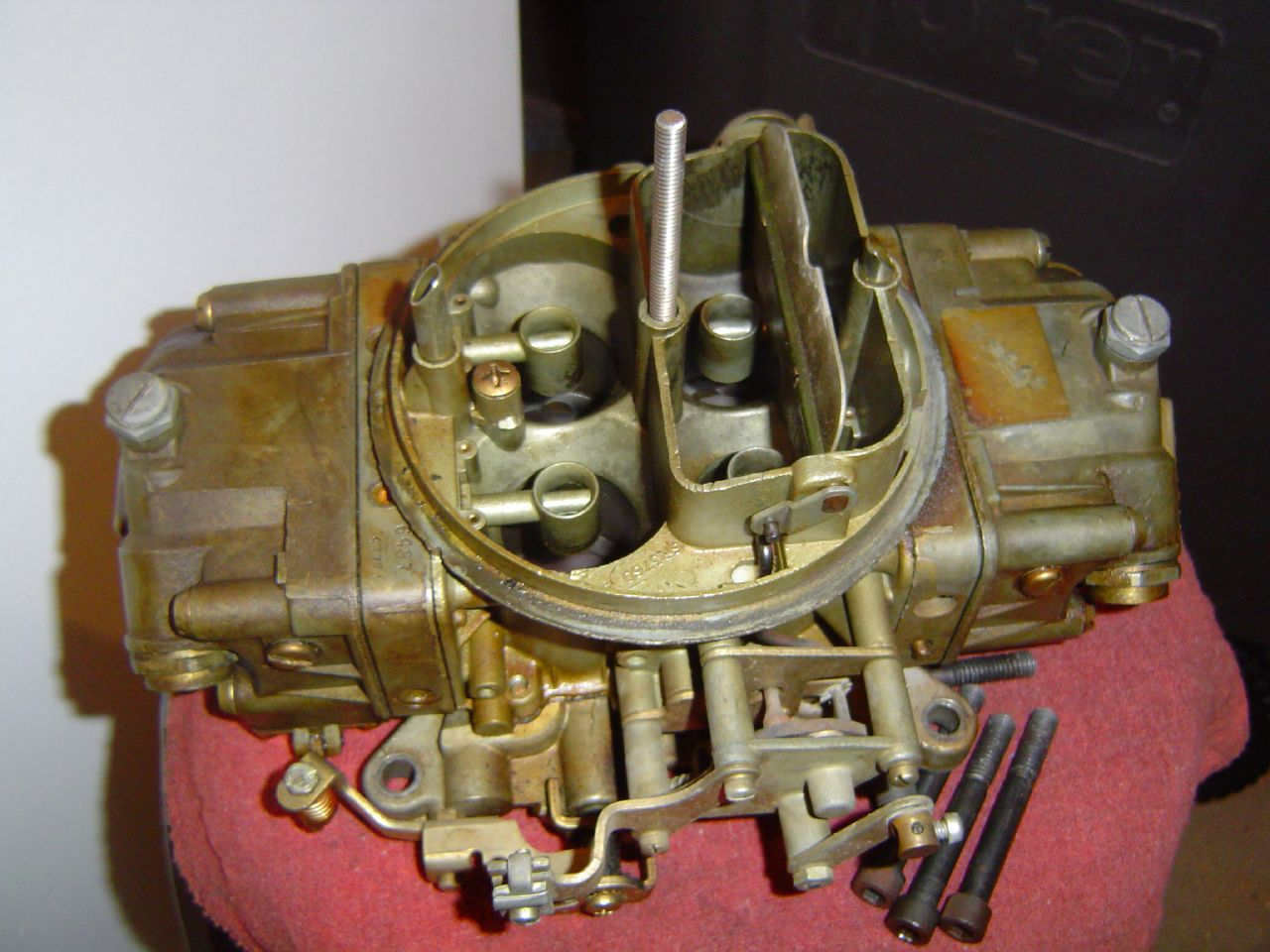
Holleyförgasare.

Holley Performance Products är en amerikansk tillverkare av trimdelar till förbränningsmotorer. Företaget är baserat utanför Bowling Green, Kentucky. De producerar mestadels motormodifikationsprodukter, och företaget äger också många stora märken som till exempel Nitrous Oxide Systems (NOS), FlowTech och Hooker Headers.

## Konkurs
Den 12 februari 2008 lämnade Holley in en konkursansökan. 
28 september ansökte Holley om Chapter 11-förfarande, vilket varade till 22 juni 2010. 2012 köptes företaget upp av riskkapitalbolaget Monomoy Capital Partners.